# 廣瀬芽
廣瀬 芽（ひろせ めぐ、1981年4月23日 - ）は、兵庫県尼崎市出身の女子ソフトボール選手（内野手）。

## 経歴
夙川学院高等学校を卒業後、太陽誘電に入団。
2008年、北京オリンピック日本代表。同年紫綬褒章受章。
2010年シーズンを最後に現役引退。
2025年、タカギ北九州ウォーターウェーブのコーチに就任。

## 詳細情報

### 日本リーグ個人表彰
- 2001年 - ベストナイン賞（三塁手）
- 2007年 - ベストナイン賞（三塁手）
- 2008年 - ベストナイン賞（三塁手）
- 2009年 - 打点王（23打点）